# خانه مریم مقدس

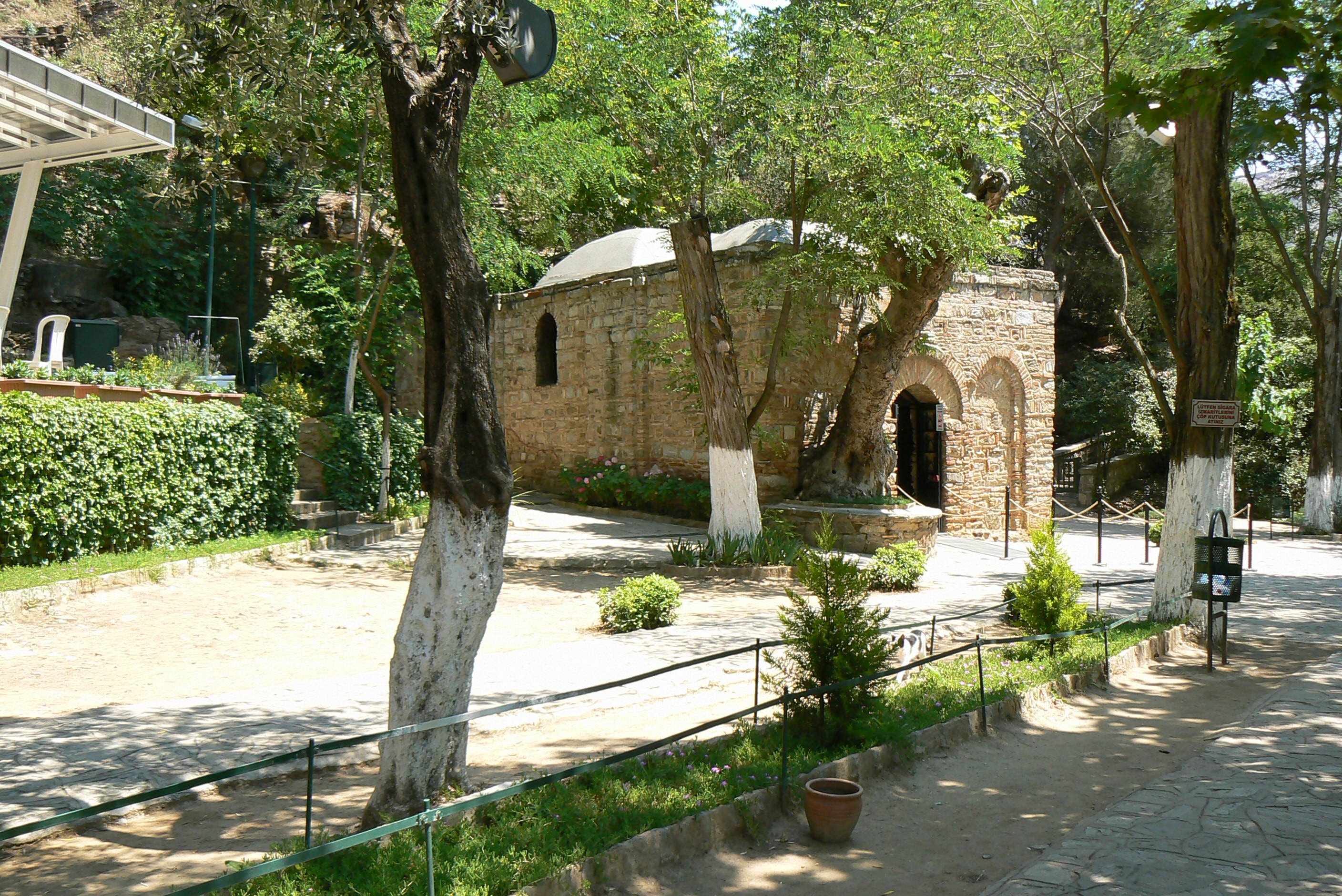
نمای بیرونی خانه مرمت شده، اکنون به عنوان یک کلیسای کوچک است.

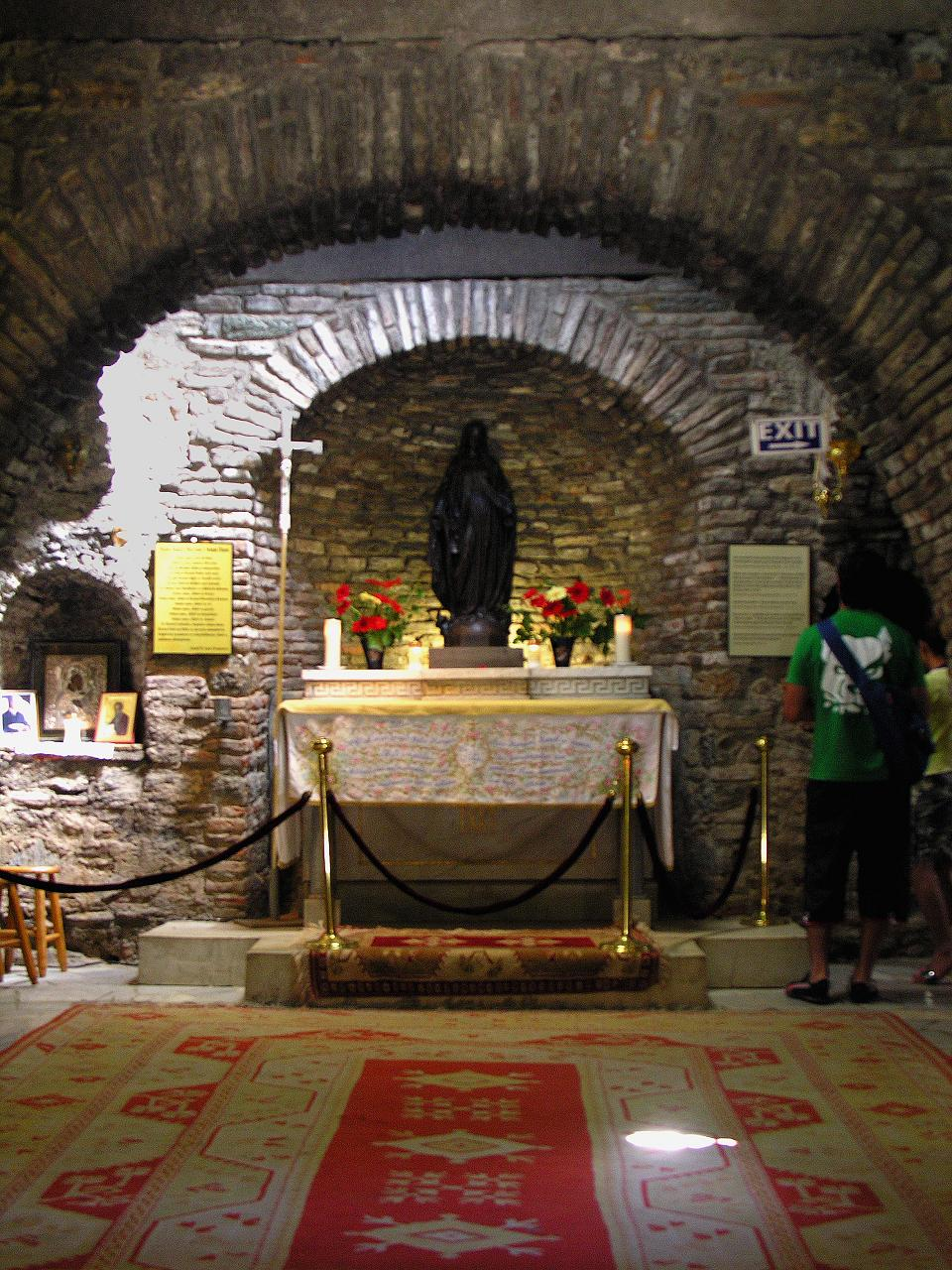
فضای داخلی خانه.

خانه مریم مقدس (به ترکی: Meryemana Evi یا Meryem Ana Evi، "خانه مادر مریم") یک عبادتگاه کاتولیک واقع در کوه کورسوس (به ترکی: Bülbüldağı، "کوه بلبل") در مجاورت افسوس، ۷ کیلومتر (۴٫۳ مایل) از سلجوق در ترکیه قرار دارد.
این خانه در قرن نوزدهم و با پیروی از توصیفاتی که در چشم‌اندازهای گزارش شده از آن کاترین امریچ (۱۷۲۴–۱۸۲۴)، راهبه و بینای کاتولیک روم کشف شد که پس از مرگ وی توسط کلمنس برنتانو به عنوان کتاب منتشر شد. در حالی که کلیسای کاتولیک هرگز موافق یا مخالف اصالت خانه نبوده‌است، با این وجود این سایت از زمان کشف تاکنون جریان زیارتی مداوم داشته‌است.
زائران کاتولیک بر اساس اعتقاد به اینکه مریم، مادر عیسی ، توسط سنت جان به این خانه سنگی برده شد و تا پایان عمر زمینی خود در آنجا زندگی کرد، از این خانه بازدید می‌کنند.
این معبد دارای چندین برکت مقدس رسولی و تحت بازدید چندین پاپ از جمله پل ششم، جان پل دوم و ببندیکت شانزدهم قرار گرفته‌است.